# Chaetopelma
Chaetopelma is een geslacht van spinnen uit de familie vogelspinnen (Theraphosidae).

## Soorten
De volgende soorten zijn bij het geslacht ingedeeld:
- Chaetopelma altugkadirorum Gallon, Gabriel & Tansley, 2012[2]
- Chaetopelma concolor (Simon, 1873)
- Chaetopelma karlamani Vollmer, 1997
- Chaetopelma olivaceum (C. L. Koch, 1841)
- Chaetopelma webborum Smith, 1990